# کاتسوکی اومزو
کاتسوکی اومزو (انگلیسی: Katsuki Umezu؛ زادهٔ ۳ آوریل ۱۹۹۹) بازیکن فوتبال اهل ژاپن است.
از باشگاه‌هایی که در آن بازی کرده‌است می‌توان به باشگاه فوتبال گامبا اوساکا اشاره کرد.